# Самбо, Шуранди
Шуранди Руджерио Самбо (нидерл. Shurandy Ruggerio Sambo; родился 19 августа 2001 года, Гелдроп, Нидерланды) — нидерландский футболист, защитник английского клуба «Бернли», выступающий на правах аренды за роттердамскую «Спарту».

## Клубная карьера
Самбо — воспитанник клуба ПСВ. За основной состав дебютировал 16 мая 2021 года в игре с «Утрехтом». В апреле 2022 года продлил контракт с клубом до 2024 года.
28 июня 2024 года подписал четырёхлетний контракт с английским «Бернли».
Летом 2025 года вернулся в «Спарту» на правах аренды.

## Международная карьера
В 2018 году в составе юношеской сборной Нидерландов Шуранди выиграл юношеский чемпионат Европы в Англии. На турнире он сыграл только в матчах группового этапа против команд Германии, Сербии, Испании.

## Достижения
ПСВ
- Чемпион Нидерландов: 2023/24
- Обладатель Суперкубка Нидерландов: 2023

Международные
 Нидерланды (до 17)
- Юношеский чемпионат Европы — 2018